# Centrale nucléaire de Perry
La centrale nucléaire de Perry est située à North Perry dans l'Ohio à côté de Cleveland sur un terrain de 4,5 km2.

## Description
La centrale est équipée d'un unique réacteur à eau bouillante (REB) construit par General Electric :
- Perry : 1 238 MWe, MSI en 1986 pour 40 ans (jusqu'en 2026).

NB : MSI = mise en service industrielle

Ce réacteur a été un des plus coûteux à la construction (6 milliards $), il appartient à FirstEnergy.